# Trichoplasta bicarinata
Trichoplasta bicarinata is een vliesvleugelig insect uit de familie van de Figitidae. De wetenschappelijke naam van de soort is voor het eerst geldig gepubliceerd in 1960 door Masner.